# Jan Galabov
Jan Galabov (ur. 12 czerwca 1996) – czeski siatkarz, grający na pozycji przyjmującego, reprezentant Czech.

## Sukcesy klubowe
Liga czeska:
- 2015, 2016
- 2017, 2018

Puchar Czech:
- 2016, 2018[3]

I liga polska:
- 2021, 2022[4]

Liga francuska:
- 2023[5]

Puchar Portugalii:
- 2024[6]

Liga portugalska:
- 2025[7]
- 2024[8]

Superpuchar Portugalii:
- 2024[9]

## Sukcesy reprezentacyjne
Liga Europejska:
- 2022[10]

## Nagrody indywidualne
- 2022: MVP turnieju finałowego Ligi Europejskiej[11]